# تریپی
تریپی (به ایتالیایی: Tripi) یک کومونه در ایتالیا است که در استان مسینا واقع شده‌است.

## خصوصیات
تریپی ۵۴ کیلومترمربع مساحت و ۱٬۰۴۴ نفر جمعیت دارد و ۴۵۰ متر بالاتر از سطح دریا واقع شده‌است.